# Surrealismo figurativo

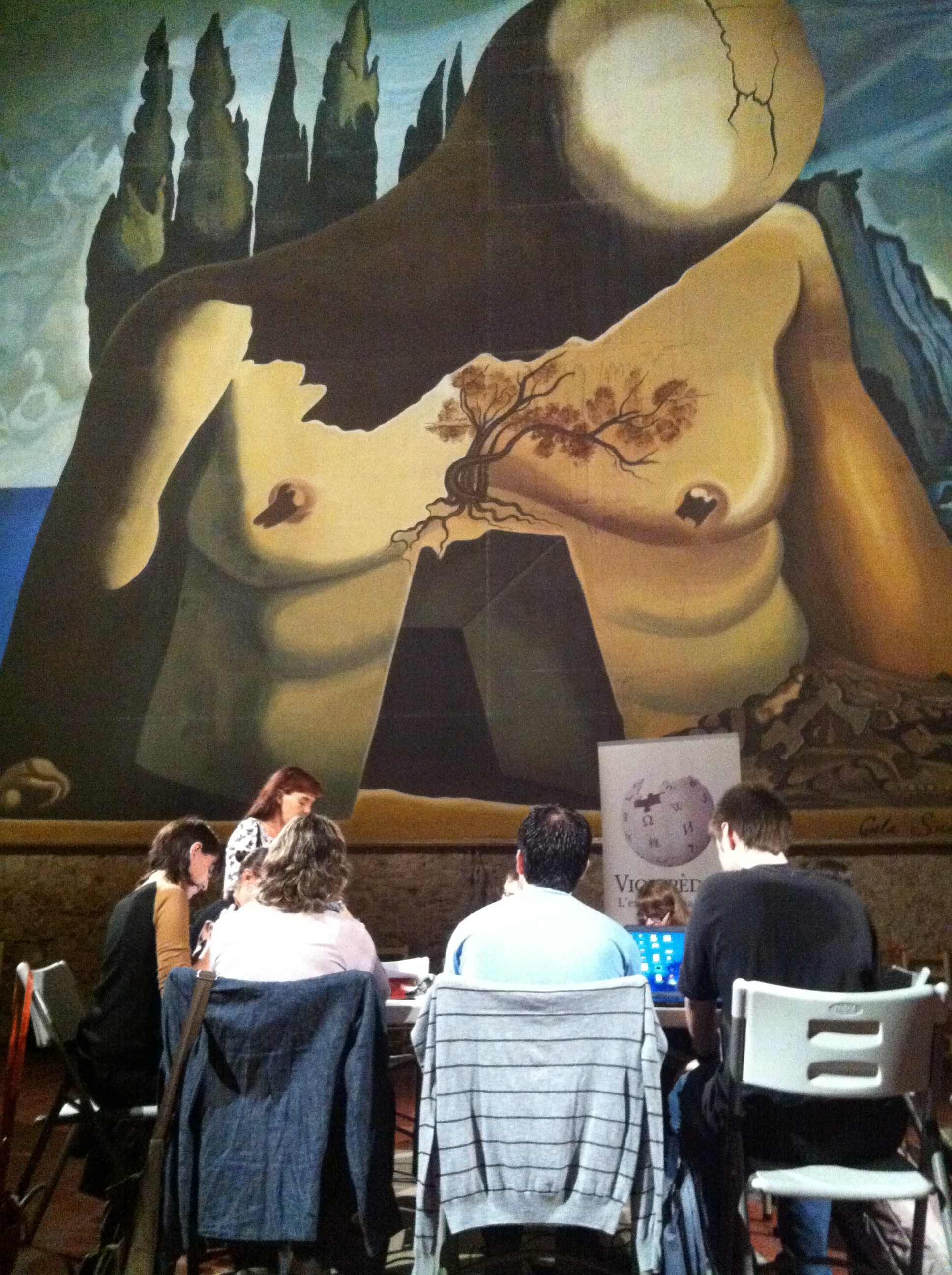
Salvador Dalí fue el máximo representante del surrealismo figurativo.

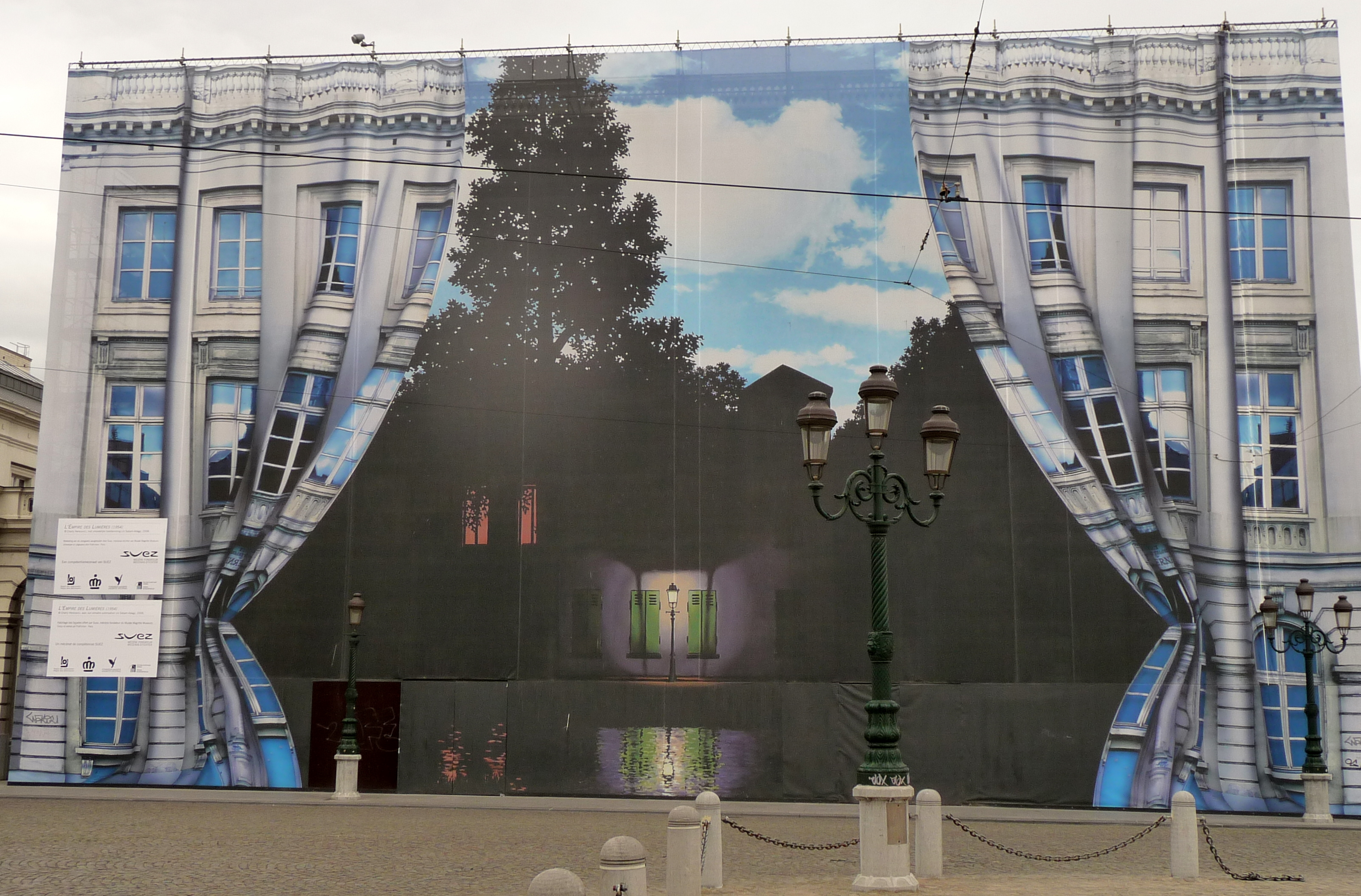
Museo Magritte en Bruselas.

El surrealismo figurativo es una tendencia pictórica y escultórica dentro del surrealismo, caracterizada el uso de formas reconocibles características del arte figurativo, incluso con detallismo fotográfico, pero para dar lugar a escenas oníricas (sueños y pesadillas), absurdas, monstruosas o vinculadas al subconsciente (obsesiones, fobias, neurosis, psicosis), totalmente alejadas de la pintura tradicional. Sus principales representantes son Salvador Dalí, René Magritte, Max Ernst, Paul Delvaux, Estéfano Viu, entre otros. Se trata de una rama del surrealismo que se distinguió sobre todo del surrealismo abstracto que lideró Joan Miró.

## Origen y desarrollo
Como rama del surrealismo, el surrealismo figurativo aparece y tiene su centro de desarrollo en Francia, luego de la Primera Guerra Mundial, finalizada en 1918. La primera exposición de pintura surrealista se realizó en la Galería Pierre de París en 1925, aunque muchos de los expositores no adherían a la corriente. En 1926 se fundó la Gallería Surrealista, y pronto aparecieron dos corrientes: el surrealismo figurativo y el surrealismo abstracto, liderada por Joan Miró.
Los surrealistas figurativos utilizaron técnicas como la exageración de la perspectiva, el detallismo, el claroscuro, el color modelado, la deformación del cuerpo humano, etc.
Su máximo exponente es el pintor catalán Salvador Dalí (1904-1989). Dalí, siguiendo el camino abierto por el surrealismo, busca "la materialización figurativa del sueño como una forma de liberación de sus traumas", con expresiones figurativas delirantes de gran intensidad poética. Dalí no solo utilizó el surrealismo, sino también otras corrientes como el cubismo y el futurismo.
El belga René Magritte se caracterizó por representar situaciones insólitas, imposibles y misteriosas, que busca subvertir la manera de mirar.
Max Ernst recurrió al surrealismo figurativo para construir imágenes fantásticas, seres monstruosos e híbridos, como su conocido "Ubu emperador" o las figuras de "El traje de la novia".

## Curiosidades
La mexicana Frida Kahlo expuso en 1939 sus pinturas en Francia acudiendo a una invitación de André Breton. Debido al uso que ésta daba a la figuración para expresar el dolor que había conocido en vida, Breton trató de convencerla de que sus obras eran «surrealistas». Frida le contestó que esta tendencia no se correspondía con su arte ya que ella no pintaba sueños sino su propia vida.